# Ръмби
Ръ̀мби (изписване до 1945 година: Рѫмби; (или в местния долнопреспански диалект Ро̀би, на гръцки: Λαιμός, Лем̀ос, до 1926 година Ράμπη, Ръмби, на албански: Rëmbi) е село в Република Гърция, център на дем Преспа, област Западна Македония.

## География
Селото е разположено на 50 километра северозападно от град Лерин (Флорина) в подножието на планината Бела вода близо до Голямото Преспанско езеро. През селото минава Стара река (Палиорема), която извира от Пелистер и след 10 километра се влива в Преспанското езеро.

## История

### Античност
В началото на 60-те години на XX век, по време на изграждането на път от Ръмби до Медово (Милионас), е открита цистов гроб, изграден от камък и облицован отвътре с тънки мраморни плочи, носещи следи от червен хоросан. Конкретният тип погребение, както и находките датират от раннохристиянския период, докато повърхностната идентификация на други подобни погребения в района свидетелства за наличието на обширен некропол.

### В Османската империя
Църквата „Сретение Господне“ в селото е от XVI век и е обявена за защитен паметник. Храмът „Света Петка“ в Ръмби е от XIX век и е обявена за защитен паметник. На хълма Горица западно от селото е църквата „Свети Йоан Предтеча“.
В края на XIX век Ръмби е смесено българо-арнаутско село. Селото е чифлик, владение на бейове от Колония, които владеят и Асамати, Претор, Слимница и Наколец. В „Етнография на вилаетите Адрианопол, Монастир и Салоника“, издадена в Константинопол в 1878 година и отразяваща статистиката на населението от 1873, Рамна е посочено като село в каза Ресен с 48 домакинства и 90 жители мюсюлмани и 58 българи.
Според статистиката на Васил Кънчов („Македония. Етнография и статистика“) в 1900 година в Ръмби живеят 196 българи и 100 арнаути.
На Етнографската карта на Битолския вилает на Картографския институт в София от 1901 година Ръмби е смесено село българи, албанци и власи в Битолската каза на Битолския санджак със 70 къщи.
След Илинденското въстание в началото на 1904 година цялото село минава под върховенството на Българската екзархия. Според официални османски данни по време на въстанието в селото изгарят 25 турски къщи.
По данни на секретаря на екзархията Димитър Мишев („La Macédoine et sa Population Chrétienne“) в 1905 година в Ръмби има 256 българи екзархисти и 156 албанци. Българската църква „Св. Петка“ е построена през 1896 година върху основите на старата църква, а в околността на селото има руини на други църкви.
Жителите на Ръмби участват активно в съпротивата на ВМОРО срещу турската власт и в Илинденското въстание. На 12 септември 1903 година селото е опожарено от османските войски. Убити са 6 души от селото.

### В Гърция
През Балканската война в 1912 година в селото влизат гръцки части и след Междусъюзническата в 1913 година селото остава в Гърция. Боривое Милоевич пише в 1921 година („Южна Македония“), че Рамби има 50 къщи славяни християни. След 1924 година албанското население се изселва в Албания и в Ръмби са заселени 8 семейства или 27 души гръцки бежанци от Мала Азия. В 1928 година селото е смесено българо-бежанско и има 23 бежански семейства с 99 души.
В 1925 година в посока Медово е построена църквата „Свети Николай“.
В 1926 година селото е прекръстено на Лемос, в превод шия, гърло. Между войните около 100 души емигрират в България.
В 1937 - 1939 година в селото е издавано списанието „Авги“.
През 1949 година 87 български семейства напускат селото – 43 се изселват в Югославия, а 44 – в другите социалистически страни и в селото са заселени 20 гръцки семейства от Епир. Така в Ръмби остават около 50 семейства от български произход.
Според изследване от 1993 година селото е „славофонско-бежанско“ и „македонският език“ в него е запазен на средно ниво.
| Име                               | Име                  | Ново име     | Ново име      | Описание                                                                             |
| --------------------------------- | -------------------- | ------------ | ------------- | ------------------------------------------------------------------------------------ |
| Слогои                            | Σλόγη                | Вурла        | Βούρλα        |                                                                                      |
| Гьолина                           | Γκιούλινα            | Нуфара       | Νούφαρα       | местност на ЮЗ от Ръмби между Големото и Малкото Преспанско езеро                    |
| Леската                           | Λέσκατα              | Фундукиес    | Φουντουκιές   | връх в Баба на ЮИ от Ръмби (1233 m)                                                  |
| Петковец или Печкоец или Петкинец | Πέτκοβετς            | Льопури      | Λιοπύρι       | връх на ЮЗ от Медово и на СЗ от Щърково (960 m)                                      |
| Маркова нога                      | Μάρκοβα Νόγκα        | Амбелакия    | Άμπελάκια     | връх на СЗ от Ръмби над брега на Преспанското езеро, гранична пирамида № 177 (872 m) |
| Рамниците                         | Ραμνίσιτε            | Воскотопи    | Βοσκοτόπι     |                                                                                      |
| Серно или Серло                   | Σέρλο                | Села         | Σέλλα         | гранична местност на С от Ръмби                                                      |
| Горица                            | Γκορτσιά Άγ. Ίωάννου | Агиос Йоанис | Άγιος Ιωάννης | връх на З от Ръмби над Преспанското езеро (919 m)                                    |

Преброявания
- 1913 – 447 души
- 1920 – 555 души
- 1928 – 547 души
- 1940 – 738 души
- 1951 – 466 души
- 1961 – 427 души
- 1971 – 286 души
- 1981 – 251 души
- 1991 – 250 души
- 2001 – 299 души
- 2011 – 185 души

## Личности
Родени в Ръмби
- Арис Йоану (р. 1940), гръцки художник
- Вейсел Хуршид, арестуван преди април 1904 година, обвинен в „кражба на предмети от българското население, което по време на бунта напуснало селата и избягало в планината“,[27] осъден на 1 година от Апелативния наказателен съд, лежал в Битолския затвор, амнистиран с общата амнистия от 12 април 1904 година[28]
- Кольо Стефанов Казаков, български революционер от ВМОРО[29]
- Мехмед син на Мухтар, арестуван преди април 1904 година, обвинен в „кражба на предмети от българското население, което по време на бунта напуснало селата и избягало в планината“,[30] осъден на 1 година от Апелативния наказателен съд, лежал в Битолския затвор, амнистиран с общата амнистия от 12 април 1904 година[27]
- Спиро Преспанчето (? – 1903, Спирос Параскеваидис), български харамия и революционер

Местен комитет на „Охрана“
- Александър Костов - командир
- Иван Николов
- Методи Дяков
- Григор Балев
- Ставри Казаков
- Ставри Карафидов

Починали в Ръмби
- Фердинанд Доротоев (Доротеев) Попов, български военен деец, подпоручик, загинал през Първата световна война[32]